# Кассаньюз
Кассанью́з (фр. и окс. Cassaniouze) — коммуна во Франции, находится в регионе Овернь. Департамент — Канталь. Входит в состав кантона Монсальви. Округ коммуны — Орийак.
Код INSEE коммуны — 15029.
Коммуна расположена приблизительно в 470 км к югу от Парижа, в 135 км юго-западнее Клермон-Феррана, в 27 км к югу от Орийака.

## Население
Население коммуны на 2008 год составляло 514 человек.
| 1962 | 1968 | 1975 | 1982 | 1990 | 1999 | 2008 |
| ---- | ---- | ---- | ---- | ---- | ---- | ---- |
| 907  | 809  | 719  | 684  | 587  | 547  | 514  |

## Экономика

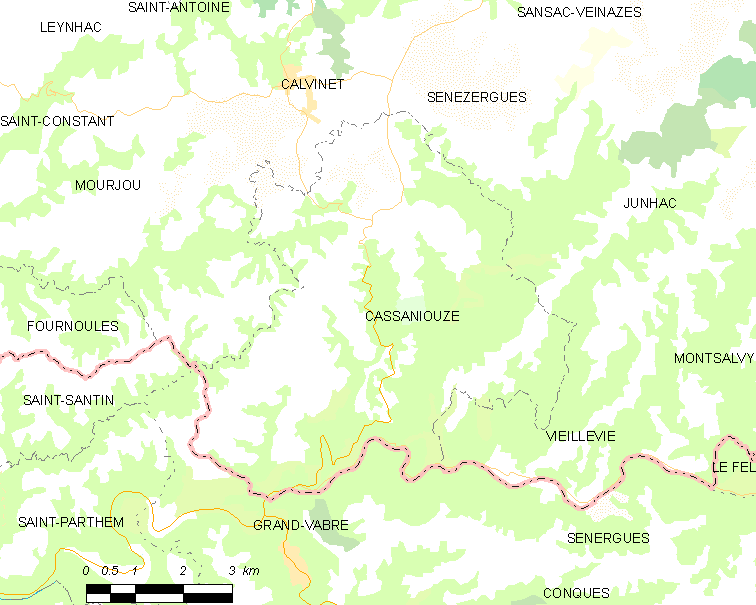
Карта коммуны

В 2007 году среди 296 человек в трудоспособном возрасте (15—64 лет) 221 были экономически активными, 75 — неактивными (показатель активности — 74,7 %, в 1999 году было 65,7 %). Из 221 активных работали 216 человек (121 мужчина и 95 женщин), безработными были 5 мужчин. Среди 75 неактивных 10 человек были учениками или студентами, 43 — пенсионерами, 22 были неактивными по другим причинам.

## Достопримечательности
- Средневековая церковь Омовения Богоматери. Памятник истории с 2002 года[3]